# Mathilde Nelles
Mathilde Nelles (* 7. Oktober 1997) ist eine belgische Skirennläuferin.

## Karriere
Nelles gab ihr internationales Renndebüt am 25. November 2013 bei einem FIS-Slalom in Geilo. Ihr erstes internationales Großereignis bestritt sie drei Monate später bei den Juniorenweltmeisterschaften 2014 in Jasná, wobei sie im Slalom den 42. Rang als beste Platzierung erreichte. Zu Saisonabschluss gewann sie ihren ersten belgischen Meistertitel im Riesenslalom. Diesen sollte sie sie in den beiden nächsten Jahren jeweils erfolgreich verteidigen. Zusätzlich gewann sie 2015 den Titel im Super-G
Ihre ersten Weltmeisterschaften bestritt Nelles im Februar 2015 in Vail bzw. Beaver Creek. Auch hier gelang ihr ihr bestes Ergebnis im Slalom, sie belegte Platz 47.
Bei den Juniorenweltmeisterschaften 2017 gewann Nelles gemeinsam mit Kim Vanreusel, Sam Maes und Tom Verbeke die Bronzemedaille im Mannschaftswettbewerb. Es war dies die erste Medaille für belgische Skirennläufer bei Juniorenweltmeisterschaften.
Am 28. Januar 2021 gab Nelles beim Slalom von Killington, Vermont ihr Weltcupdebüt, wobei sie die Qualifikation für den zweiten Durchgang verpasste.
Zwischen November 2022 und April 2024 bestritt Nelles keine internationalen Rennen. 

## Erfolge

### Weltmeisterschaften
- Vail/Beaver Creek 2015: 47. Slalom, 60. Riesenslalom
- St. Moritz 2017: 9. Mannschaft, 56. Slalom, 80. Riesenslalom

### Juniorenweltmeisterschaften
- Jasná 2014: 42. Slalom, DNF Riesenslalom
- Hafjell 2015: 50. Riesenslalom, 55. Super Kombination, 63. Super-G, DNF Slalom
- Sotschi 2016: 31. Riesenslalom, 39. Super-G, DNF Alpine Kombination, DNF Slalom
- Åre 2017: 3. Mannschaft, 38. Alpine Kombination, 49. Super-G, DNF Riesenslalom, DNF Slalom

### South American Cup
- 4 Podestplätze

### Nor-Am Cup
- Eine Platzierung unter den besten 30

### Europäisches Olympisches Winter-Jugendfestival
- Vorarlberg/Liechtenstein 2015: 15. Riesenslalom, DNF Slalom

### Weitere Erfolge
- 7 Siege bei FIS-Rennen
- Belgische Meister im Super-G (2015)
- Belgische Meisterin im Riesenslalom (2014, 2015, 2016)
- Belgische Vizemeisterin im Riesenslalom (2017)
- Belgische Vizemeisterin im Slalom (2014)
- Bronze bei den belgischen Meisterschaften im Slalom (2015)